# Joyce Mhango-Chavula
Joyce Mhango-Chavula es una actriz, cineasta, directora teatral y formadora de artes de Malaui.

## Biografía
Mhango-Chavula comenzó a actuar mientras estaba en la escuela secundaria, a través de la Asociación para la Enseñanza del Inglés en Malaui. Más tarde se unió a un grupo de teatro local llamado Reformation Theayre y trabajó con el Alabama Theatre. Inspirada por el ejemplo de Gertrude Kamkwatira, dejó su trabajo como supervisora de marketing y ventas de medios en 2009 y lanzó su propia compañía de teatro, Rising Choreos Theatre Company. The Return (2011) reunió a un elenco de Nigeria y Malaui que incluía a Patience Ozokwor, y realizó una gira por las tres regiones de Malui.
Su primer largometraje, No More Tears (2013), se rodó en Lilongüe y en la playa del Lago Malaui en el distrito de Salima. No More Tears narra la historia de una chica de 20 años que se encarga de cuidar a su padre, tras la muerte de su madre a causa del sida. Después de la muerte de su padre, sus hermanos reclaman su propiedad, dejándola en la indigencia.
Su película Lilongwe (2015), fue la ganadora del premio a la Mejor Película de África Austral en los Africa Magic Viewers Choice Awards 2016.
Nyasaland (2016) recibió una nominación a los Premios de la Academia de Cine de África 2018 en la categoría Mejor Película en Lengua Africana. La película se estrenó en Estados Unidos durante el Festival de Cine Africano de Silicon Valley 2018.

## Películas
- Reflections.
- Kamara Tree.
- The Last Fishing Boat.
- B'ella.
- No More Tears, 2013.
- Lilongwe, 2015.
- Nyasaland, 2016.
- Fatsani: A Tale of Survival, 2020